# Florian Tardieu
Florian Tardieu (Istres, 22 aprile 1992) è un calciatore francese, centrocampista del Saint-Étienne.

## Caratteristiche tecniche
È un mediano.

## Carriera
Cresciuto nelle giovanili dell'Istres, ha esordito in prima squadra il 18 maggio 2012 in occasione del match di campionato vinto 1-0 contro il Bastia.
Ad agosto 2014 è stato acquistato dal Sochaux. In quattro stagioni collezionerà 134 presenze in Ligue 2.
Nel mercato estivo del 2018 si trasferisce allo Zulte Waregem

## Statistiche

### Presenze e reti nei club
Statistiche aggiornate al 22 ottobre 2023.
| Stagione        | Squadra         | Campionato      | Campionato | Campionato | Coppe nazionali | Coppe nazionali | Coppe nazionali | Coppe continentali | Coppe continentali | Coppe continentali | Altre coppe | Altre coppe | Altre coppe | Totale | Totale | Totale |
| Stagione        | Squadra         | Comp            | Pres       | Reti       | Comp            | Pres            | Reti            | Comp               | Pres               | Reti               | Comp        | Pres        | Reti        | Pres   | Reti   |        |
| --------------- | --------------- | --------------- | ---------- | ---------- | --------------- | --------------- | --------------- | ------------------ | ------------------ | ------------------ | ----------- | ----------- | ----------- | ------ | ------ | ------ |
| 2011-2012       | Istres          | L2              | 1          | 0          | CF+CdL          | 0               | 0               |                    | -                  | -                  |             | -           | -           | 1      | 0      |        |
| 2012-2013       | Istres          | L2              | 28         | 2          | CF+CdL          | 1+1             | 0               |                    | -                  | -                  |             | -           | -           | 30     | 2      |        |
| 2013-2014       | Istres          | L2              | 32         | 3          | CF+CdL          | 2+0             | 1               |                    | -                  | -                  |             | -           | -           | 34     | 4      |        |
| ago. 2014       | Istres          | N               | 1          | 0          | CF+CdL          | 0               | 0               |                    | -                  | -                  |             | -           | -           | 1      | 0      |        |
| Totale Istres   | Totale Istres   | Totale Istres   | 62         | 5          |                 | 4               | 1               |                    | -                  | -                  |             | -           | -           | 66     | 6      |        |
| 2014-2015       | Sochaux         | L2              | 32         | 0          | CF+CdL          | 1+0             | 0               |                    | -                  | -                  |             | -           | -           | 33     | 0      |        |
| 2015-2016       | Sochaux         | L2              | 31         | 0          | CF+CdL          | 6+2             | 0               |                    | -                  | -                  |             | -           | -           | 39     | 0      |        |
| 2016-2017       | Sochaux         | L2              | 35         | 1          | CF+CdL          | 0+3             | 0               |                    | -                  | -                  |             | -           | -           | 38     | 1      |        |
| 2017-2018       | Sochaux         | L2              | 36         | 1          | CF+CdL          | 5+1             | 0               |                    | -                  | -                  |             | -           | -           | 42     | 1      |        |
| Totale Sochaux  | Totale Sochaux  | Totale Sochaux  | 134        | 2          |                 | 18              | 0               |                    | -                  | -                  |             | -           | -           | 152    | 2      |        |
| 2018-2019       | Waregem         | JL              | 22+2       | 0+0        | CB              | 1               | 0               |                    | -                  | -                  |             | -           | -           | 25     | 0      |        |
| 2019-2020       | Troyes          | L2              | 26         | 4          | CdL             | 1               | 0               |                    | -                  | -                  |             | -           | -           | 27     | 4      |        |
| 2020-2021       | Troyes          | L2              | 34         | 6          |                 | -               | -               |                    | -                  | -                  |             | -           | -           | 34     | 6      |        |
| 2021-2022       | Troyes          | L1              | 30         | 4          |                 | -               | -               |                    | -                  | -                  |             | -           | -           | 30     | 4      |        |
| 2022-2023       | Troyes          | L1              | 15         | 3          | CF              | 1               | 0               |                    | -                  | -                  |             | -           | -           | 16     | 3      |        |
| ago. 2023       | Troyes          | L2              | 1          | 0          |                 | -               | -               |                    | -                  | -                  |             | -           | -           | 30     | 4      |        |
| Totale Troyes   | Totale Troyes   | Totale Troyes   | 106        | 17         |                 | 2               | 0               |                    | -                  | -                  |             | -           | -           | 108    | 17     |        |
| 2023-2024       | Saint-Étienne   | L2              | 6          | 1          |                 | -               | -               |                    | -                  | -                  |             | -           | -           | 6      | 1      |        |
| Totale carriera | Totale carriera | Totale carriera | 332        | 25         |                 | 25              | 1               |                    | -                  | -                  |             | -           | -           | 357    | 26     |        |

## Palmarès

### Club

#### Competizioni nazionali
- Campionato francese di seconda divisione: 1

Troyes: 2020-2021